# WORLD AIR CURRENT
ANA WORLD AIR CURRENT（エイ・エヌ・エー・ワールド・エア・カレント）は、2000年4月1日からJ-WAVEで放送しているラジオ番組である。提供は、ANA（全日空）。2015年4月で放送15周年、2020年4月で放送20周年を迎え、長寿番組の仲間入りを果たした。

## 概要
- スタジオに招かれたゲストと葉加瀬が、「旅」をテーマに語り合う。終盤には葉加瀬が必ず「○○○○（※○にはその日のゲストの名前）にとっての旅とは？」と問いかける。
- 番組は、ゲストゆかりの地へ向かう飛行機の機内、という設定になっている。
- 放送されたゲストとのトークは、相当部分が書き起こされ番組公式サイトに掲載される。
- 平日が祝日にあたる時には、ANA HOLIDAY AIR CURRENTの番組名で9時間ホリデー・スペシャルもしくは2時間の特別番組として放送される場合がある。
- 番組中盤では、ナビゲーターである葉加瀬自らの曲やそれらに関連したアーティストの曲が流されるほか、今後の予定やコンサートツアーなどの現況も伝えられる。
- 2019年6月8日の放送で1,000回を達成。

## 放送時間
- 土曜 19:00-19:54

## ナビゲーター
- 葉加瀬太郎

## 番組関連書籍
- TALKING ON AIR―葉加瀬太郎と50人のヒューマン・トーク （2002年、ISBN 978-4-8456-0814-0、リットーミュージック）

## 参照・脚注
1. ↑  2016年12月現在。同放送局ではこの他にアメリカン航空提供の『Music Flight』（毎週土曜日 21:00 - 22:00）が航空系の放送内容となっている。他局では、TOKYO FMで放送しているJAL・SEIKO提供の『JET STREAM』、bayfmで放送している『SKY GATE TRAVELLIN'GROOVE!!』と『SKY GATE KISS & SMILE』がある。
2. ↑  葉加瀬はANAの機内で離陸前・着陸後に流されるイメージ曲『Another Sky』の作曲なども行っている。